# Chłopaki z sąsiedztwa
Chłopaki z sąsiedztwa (oryg. Boyz N the Hood) – film z 1991 roku w reżyserii Johna Singletona.

## Emisja w Polsce
W Polsce, Chłopaków z sąsiedztwa wyemitowano w telewizji z dniem 1 sierpnia 1993 na Canal+ z polskim dubbingiem, natomiast z dniem 13 czerwca 2006 wyemitowano ich w Siódemce w wersji z polskim lektorem.

## Fabuła
Trzech czarnoskórych przyjaciół mieszka w getcie w Los Angeles, jednym z najniebezpieczniejszych miejsc w USA. Tre (Cuba Gooding Jr.) to dobry uczeń marzący o wyrwaniu się z rodzinnego domu. O tym samym myśli jeden z jego przyjaciół – Ricky (Morris Chestnut), świetny futbolista. Brat Ricky’ego – Doughboy (Ice Cube) stoi na czele bandy. Gdy wdają się w przypadkową bójkę, ginie Ricky. Darin postanawia pomścić śmierć brata.

## Obsada
- Cuba Gooding Jr. – Tre Styles, syn Jasona
- Laurence Fishburne – Jason „Furious” Styles
- Ice Cube – Darin „Doughboy” Baker, starszy brat Ricky’ego
- Morris Chestnut – Ricky Baker, młodszy brat Doughboya
- Nia Long – Brandi, dziewczyna Tre’a
- Angela Bassett – Reva Devereaux
- Tyra Ferrell – Brenda Baker

## Nagrody i wyróżnienia
- Oscary za rok 1991
  - John Singleton – najlepsza reżyseria (nominacja)
  - John Singleton – najlepszy scenariusz oryginalny (nominacja)